# Чемпионат Либерии по шоссейному велоспорту
Чемпионат Либерии по шоссейному велоспорту — национальный чемпионат Либерии по шоссейному велоспорту, проводимый Ассоциацией велоспорта Либерии. За победу в дисциплинах присуждается майка в цветах национального флага (на илл.).

## Призёры

### Мужчины. Групповая гонка.
| Год  | Победитель      | Второй   | Третий         |
| ---- | --------------- | -------- | -------------- |
| 2011 | Джуниор Уильямс | Абу Кава | Джошуа Джонсон |